# Harnischia simantocedea
Harnischia simantocedea är en tvåvingeart som beskrevs av Sasa, Suzuki och Sakai 1998. Harnischia simantocedea ingår i släktet Harnischia och familjen fjädermyggor. Inga underarter finns listade i Catalogue of Life.